# Murina huttoni
Murina huttoni es una especie de murciélago de la familia Vespertilionidae.

## Distribución geográfica
Se encuentra en Pakistán, India Nepal, China Birmania, Tailandia, Laos, Vietnam Camboya y Malasia.